# Daniel Dixon
Daniel Dixon (Great Falls, 13 febbraio 1994) è un ex cestista e allenatore di pallacanestro statunitense.